# Геодезическая кривизна
Геодезическая кривизна {\displaystyle k_{g}} кривой {\displaystyle \gamma } в римановой геометрии измеряет, насколько сильно кривая отличается от геодезической. Например, для 1D кривой на 2D поверхности, вложенной в 3D пространство, это кривизна кривой, спроецированной на плоскость, касательную к поверхности. Более общо, в заданном многообразии {\displaystyle {\bar {M}}} геодезическая кривизна ― это обычная кривизна кривой {\displaystyle \gamma } (см. ниже). Однако если кривая {\displaystyle \gamma } лежит в подмногообразии {\displaystyle M} многообразия {\displaystyle {\bar {M}}} (например, для кривизны поверхности), геодезическая кривизна относится к кривизне {\displaystyle \gamma } в {\displaystyle M}, и она отличается в общем виде от кривизны {\displaystyle \gamma } в объемлющем многообразии {\displaystyle {\bar {M}}}. (Объемлющая) кривизна {\displaystyle k} кривой {\displaystyle \gamma } зависит от двух факторов ― кривизны подмногообразия {\displaystyle M} в направлении {\displaystyle \gamma } (нормальная кривизна {\displaystyle k_{n}}), которая зависит только от направления кривой и кривизны {\displaystyle \gamma } в многообразии {\displaystyle M} (геодезическая кривизна {\displaystyle k_{g}}), которая является величиной второго порядка. Связь между ними ― {\displaystyle k={\sqrt {k_{g}^{2}+k_{n}^{2}}}}. В частности, геодезические на {\displaystyle M} имеют нулевую геодезическую кривизну («прямые»), так что {\displaystyle k=k_{n}}.

## Определение
Рассмотрим кривую {\displaystyle \gamma } на многообразии {\displaystyle {\bar {M}}}, параметризованную длиной кривой, с единичным касательным вектором {\displaystyle T=d\gamma /ds}. Её кривизна равна норме ковариантной производной вектора {\displaystyle T}: {\displaystyle k=\|DT/ds\|}. Если {\displaystyle \gamma } лежит на {\displaystyle M}, геодезическая кривизна равна норме проекции ковариантной производной {\displaystyle DT/ds} на касательное пространство подмногообразия. Напротив, нормальная кривизна равна норме проекции {\displaystyle DT/ds} на нормальное расслоение подмногообразия в рассматриваемой точке.
Если объемлющее многообразие является евклидовым пространством {\displaystyle \mathbb {R} ^{n}}, то ковариантная производная {\displaystyle DT/ds} равна обычной производной {\displaystyle dT/ds}.

## Пример
Пусть {\displaystyle M} будет единичной сферой {\displaystyle S^{2}} в трёхмерном евклидовом пространстве. Нормальная кривизна сферы {\displaystyle S^{2}} равна 1, независимо от рассматриваемого направления. Большие круги имеют кривизну {\displaystyle k=1}, так что они имеют нулевую геодезическую кривизну, а потому являются геодезическими. Меньшие круги радиуса {\displaystyle r} будут иметь кривизну {\displaystyle 1/r} и геодезическую кривизну {\displaystyle k_{g}={\frac {\sqrt {1-r^{2}}}{r^{2}}}}.

## Некоторые результаты, использующие геодезическую кривизну
- Геодезическая кривизна ― это не что иное, как обычная кривизна, вычисленная в подмногообразии {\displaystyle M}. Она не зависит от способа размещения подмногообразия {\displaystyle M} в {\displaystyle {\bar {M}}}.
- Геодезическая на {\displaystyle M} имеет нулевую геодезическую кривизну, что эквивалентно высказыванию, что {\displaystyle DT/ds} ортогонален касательному пространству к {\displaystyle M}.
- С другой стороны, нормальная кривизна строго зависит от того, как подмногообразие расположено в объемлющем пространстве, но мало от кривой ― {\displaystyle k_{n}} зависит только от точки на многообразии и направления {\displaystyle T}, но не от {\displaystyle DT/ds}.
- В общей римановой геометрии производная вычисляется с помощью связности Леви-Чивиты {\displaystyle {\bar {\nabla }}} объемлющего многообразия: {\displaystyle DT/ds={\bar {\nabla }}_{T}T}. Она распадается на касательную часть и нормальную часть для подмногообразия ― {\displaystyle {\bar {\nabla }}_{T}T=\nabla _{T}T+({\bar {\nabla }}_{T}T)^{\perp }}. Касательная часть является обычной производной {\displaystyle \nabla _{T}T} в {\displaystyle M} (это частный случай уравнения Гаусса для Уравнения Петерсона ― Кодацци), в то время как нормальная часть равна {\displaystyle \mathrm {I\!I} (T,T)}, где {\displaystyle \mathrm {I\!I} } означает вторую квадратичную форму.
- Формула Гаусса — Бонне.